# Колесников, Василий Григорьевич
Колесников, Василий Григорьевич — командир 6-й роты 385-го стрелкового полка 112-й стрелковой дивизии 60-й армии Центрального фронта, капитан, Герой Советского Союза.

## Биография
Родился 11 (24) февраля 1911 года в селе Новодевичье ныне Шигонского района Самарской области в семье крестьянина. Русский. Образование начальное. Работал в колхозе.
В Красной Армии в 1933—1935 годах и с августа 1941 года. В 1941 году, после ранения направлен в пехотное училище. В 1943 году окончил курсы «Выстрел» По окончании курсов направлен командиром роты в 385-й стрелковый полк.
Указом Президиума Верховного Совета СССР от 17 октября 1943 года за мужество и храбрость, проявленные при форсировании реки Днепр и при удержании плацдарма, старшему лейтенанту Колесникову Василию Григорьевичу присвоено звание Героя Советского Союза.

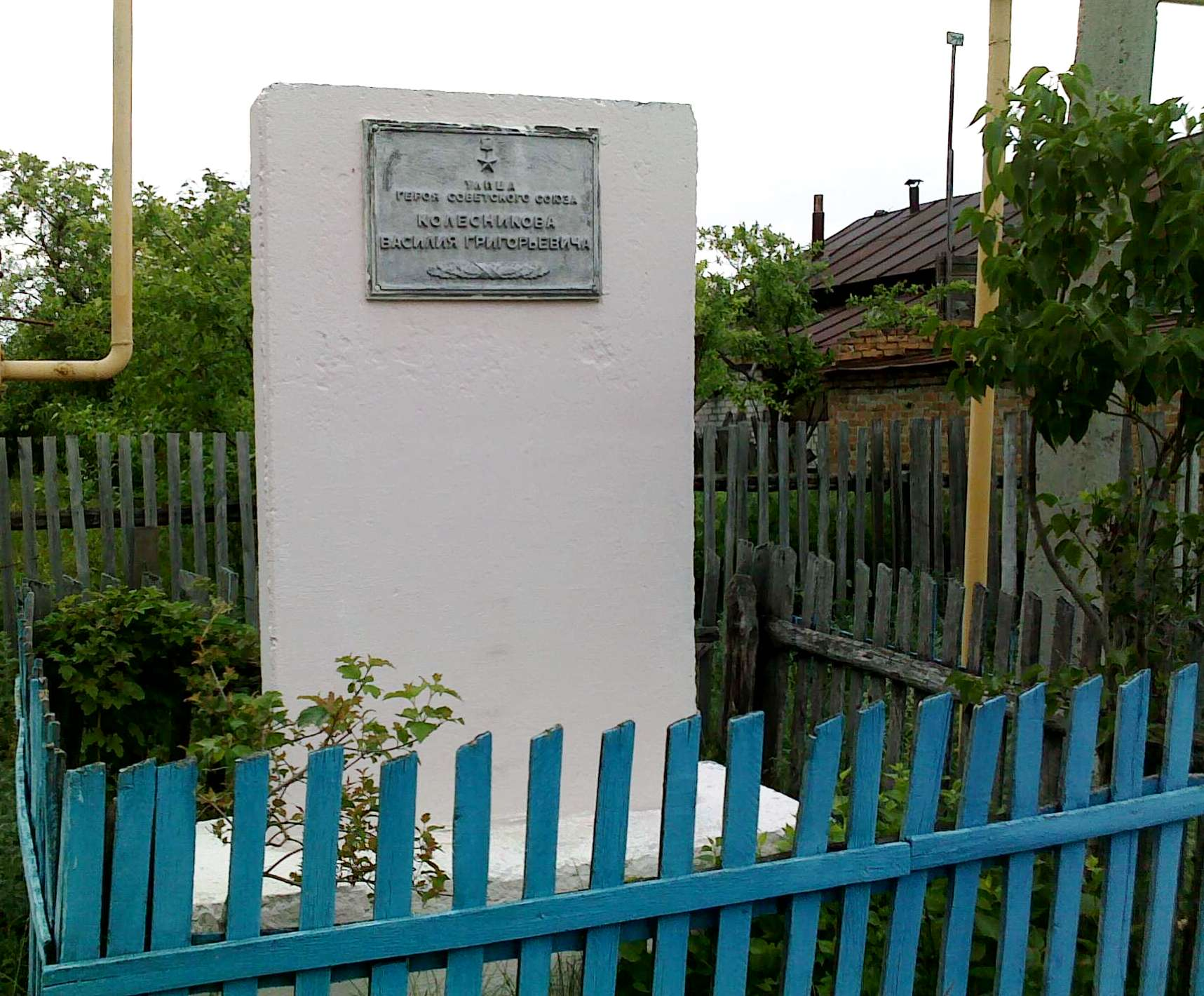
Памятная стела в честь В. Колесникова в селе Новодевичье.

В 1948 году в звании капитана уволен в запас. Работал в лесном хозяйстве в селе Новодевичье Шигонского района.
Скончался 24 января 1959 года.

## Память
На родине Героя в с. Новодевичье в его честь названа одна из сельских улиц, в начале которой установлена памятная стела.